# Thằn lằn chân nửa lá Bà Nà
Thằn lằn chân nửa lá Bà Nà (danh pháp: Hemiphyllodactylus banaensis) là một loài Tắc kè thuộc phân họ Tắc kè, chi Hemiphyllodactylus được các nhà khoa học Việt Nam và Hoa Kỳ phát hiện tại Khu bảo tồn thiên nhiên Bà Nà Núi Chúa năm 2013, công bố trên tạp chí Zootaxa số 3760 (4): 539–552 năm 2014.

## Phát hiện và đặt tên
Tên loài được đặt theo tên vùng núi nơi phát hiện ra các mẫu vật đầu tiên.

## Mô tả
Thằn lằn chân nửa lá Bà Nà có chiều dài đầu thân không quá 48,2 mm ở cá thể đực và 51 mm ở cá thể cái; vảy cằm có bảy cái xếp hàng ngang; 18-20 hàng vảy lưng và 9–12 hàng vảy bụng. Vảy mang lỗ trước huyệt và vảy dưới có từ 20-21 vảy ở cá thể đực và 0-20 vảy ở cá thể cái. thân có màu nâu với những đốm vằn vện ngang; đuôi có vạch ngang.

## Phân bổ
Rừng thường xanh trên đỉnh của núi Bà Nà